# Мърсед (окръг)
Вижте пояснителната страница за други значения на Мърсед.
Мърсед (на английски: Merced) е окръг в Калифорния. Окръжният му център е град Мърсед. Окръг Мърсед се намира на север от град Фресно и на югоизток от град Сан Хосе. Окръгът е кръстен на река Мърсед. Окръг Мърсед се намира в Централната калифорнийска долина.

## Население
Окръг Мърсед е с население от 210 554 души. (2000)

## География
Окръг Мърсед е с обща площ от 5107 км2.

## Градове
- Дос Палос
- Етуотър
- Ливингстън
- Мърсед

## Градчета
- Делхи
- Санта Нела
- Уинтън
- Хилмар